# Nassogne
Nassogne este o comună francofonă din regiunea Valonia din Belgia. Comuna este formată din localitățile Nassogne, Ambly, Bande, Forrières, Grune, Harsin, Lesterny și Masbourg. Suprafața totală a comunei este de 111,96 km². La 1 ianuarie 2008 comuna avea o populație totală de 5.093 locuitori. 

## Localități înfrățite
- Franța: Martel;
- Belgia: Ledegem.